# Hans Gillhaus
Hans Gillhaus (Helmond, Països Baixos, 5 de novembre de 1963) és un exfutbolista neerlandès. Va disputar 9 partits amb la selecció dels Països Baixos.